# Regeringen Biden

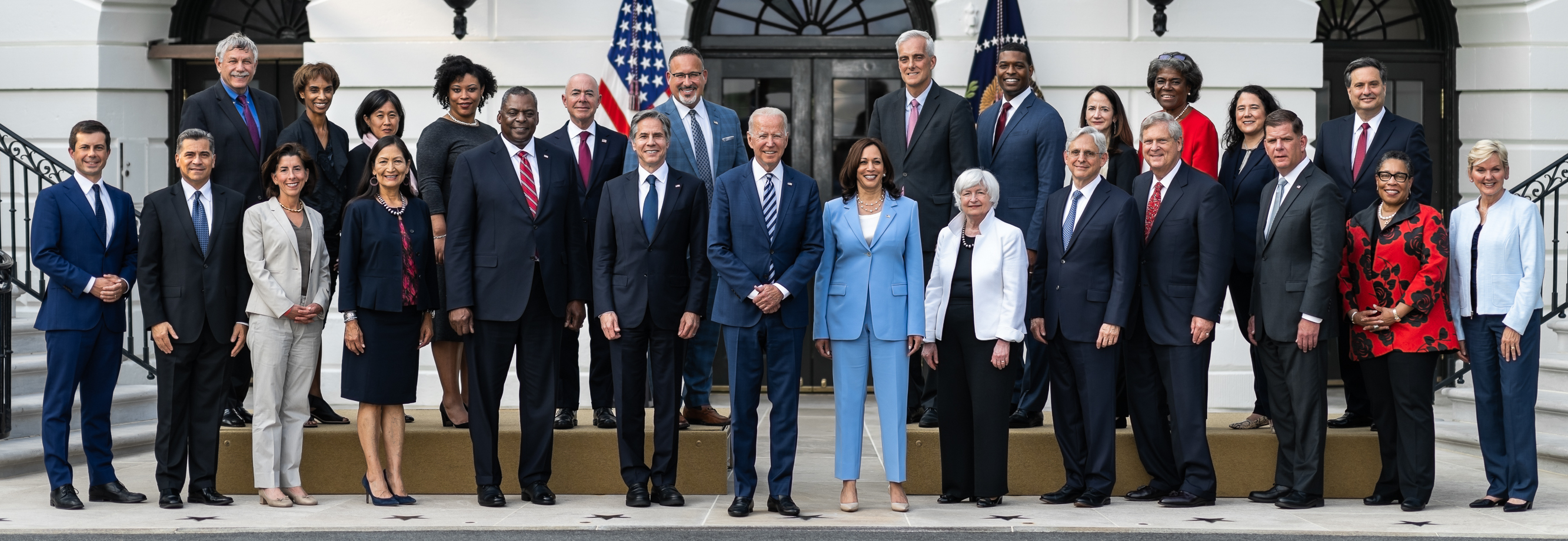
Regeringen Biden i juli 2021.

Regeringen Biden, även kallat Joe Bidens kabinett (jämför engelskans Cabinet, se USA:s federala regering), bildades efter USA:s president Joe Bidens tillträde den 20 januari 2021 med enskilda poster godkända efter hand av Senaten.